# Etanoato de etilo
El etanoato de etilo según la IUPAC, también llamado acetato de etilo, y de otras formas (ver tabla) es un éster de fórmula CH3-COO-CH2-CH3. Su nombre antiguo es éter de vinagre, en alemán Essig-Äther, de donde proviene el término "esther" o éster.
El acetato de etilo es un líquido incoloro, característico de los ésteres, no residual. Es miscible con hidrocarburos, cetonas, alcoholes y éteres y poco soluble en agua.
Se emplea en arte como disolvente universal.
Se obtiene de la reacción entre el ácido acético y el alcohol etílico.

## Síntesis
La principal forma de sintetizar  es mediante la esterificación de Fischer, esterificación directa mediante ácido acético y etanol en presencia de un catalizador.
CH3CH2OH + CH3COOH   ⇌  CH3COOCH2CH3 + H2O

Síntesis de Acetato de Etilo mediante esterificación de Fischer

Otro método de preparar ésteres es emplear no el ácido en sí, sino su cloruro, el etanoato de etilo se puede obtener por la acción del alcohol sobre el cloruro del ácido etanoico (cloruro de acetilo). 

Síntesis de Acetato de Etilo a partir del cloruro de ácido etanoico

Puede obtenerse también, aunque no económicamente viable, al hacer reaccionar las sales de plata de los ácidos con halogenuro de alquilo, el etanoato de etilo se puede preparar en presencia de etanoato de plata y yoduro de etilo.

Síntesis de Acetato de Etilo a partir del etanoato de plata

Es insoluble en agua y se disuelve con facilidad en disolventes orgánicos.
Reacciona con el agua para formar ácido acético y etanol, una reacción que es catalizada por la presencia de ácidos..

## Aplicaciones

### Química Industrial
- Producción de tintas de impresión para la industria gráfica.
- Remoción de la cafeína en los granos de café para la producción de café descafeinado[3]
- Producción de thinners y solventes de pinturas en industria de pinturas.
- En la industria de adhesivos y colas derivados de la celulosa.
- En la industria alimentaria, en productos de confitería, bebidas, dulces.
- En esencias artificiales de frutas.
- Remoción de sustancias resinosas en la industria del caucho.
- En la elaboración de cueros artificiales y para revestir y decorar artículos de cuero.
- Disolvente de compuestos utilizados para revestir y decorar objetos de cerámica.
- Solvente para la elaboración de varios compuestos explosivos.
- En la industria fotográfica, como solvente para la fabricación de películas a base de celulosa.
- Ingrediente de preparaciones cosméticas (perfumes, esmaltes, tónicos capilares) y farmacéutica.
- En la industria del papel, para la elaboración de papeles aprestados y para recubrir y decorar objetos de papel.
- En la industria textil, para la preparación de tejidos de lana para teñido, en procesos de limpieza y para la elaboración de textiles aprestados.
- Reactivo para la manufactura de pigmentos.
- En la industria tabacalera, su función es saborizante.

El uso directo en el procesado de medicamentos y de alimentos no se recomienda.

### Aplicaciones en la pintura
El acetato de metilo, también denominado etanoato de metilo, es un compuesto químico utilizado principalmente como disolvente de uso general en diversos procesos industriales. Se caracteriza por su volatilidad moderada y buena capacidad de disolución, lo que lo hace adecuado para formulaciones de pinturas, barnices, adhesivos y tintas. En el ámbito de la ebanistería, el acetato de metilo M-80 es especialmente valorado como diluyente para tintes concentrados en medio disolvente, ya que facilita una aplicación uniforme sin alterar las propiedades del colorante. Su uso está regulado en función de normativas medioambientales y de seguridad debido a su inflamabilidad.

### Aplicaciones en el laboratorio
En el laboratorio, el acetato de etilo es comúnmente usado en mezclas para cromatografía líquida y extracción. Es raramente seleccionado como un disolvente de reacción porque es propenso a la hidrólisis y a la transesterificación.
El acetato de etilo es muy volátil y tiene un bajo punto de ebullición. Debido a estas propiedades, puede recuperarse de una muestra por calentamiento de la misma en un baño de agua y ventilando con aire comprimido.

### Presencia en el vino
El acetato de etilo es uno de los componentes del vino, forma parte de la serie disolvente, también conocida como etérea, junto con alcoholes de menos peso y algunos ésteres más pesados. Se produce principalmente en una crianza de tipo oxidativo, y por tanto se encuentra en una mayor proporción en los vinos olorosos.

### Síntesis química
Es un prometedor disolvente para la síntesis comercial de la vitamina E. Además, el acetato de etilo posee una muy buena capacidad de solvatación con respecto al reactivo y permite reducir la temperatura de proceso a 80 °C, que ciertamente incrementaría la calidad del producto (vitamina E). Sin embargo, hay algunos problemas relativos a la regeneración del acetato de etilo, en comparación con los anteriores disolventes utilizados en este proceso (acetato de butilo), ya que es más soluble en agua, más volátil, y está más sujeto a hidrólisis bajo las condiciones de síntesis.

## Seguridad
Producto inflamable, no almacenar o mezclar con oxidantes fuertes, tales como cloro líquido y oxígeno concentrado. No manipular o almacenar cerca de llamas abiertas, calor, chispas, requiere ventilación adecuada. Es irritante de piel y vías respiratorias.
Para conocer más información consultar la ficha internacional de seguridad química.